# لمانز کاپ
جام لمانز یا لمانز کاپ، که قبلاً با نام جام لمانز جی‌تی۳ شناخته می‌شد و در حال حاضر به عنوان جام میشلین لمانز شناخته می‌شود، یک سری مسابقات بین‌المللی استقامتی اتومبیل‌رانی اسپرت است که از مسابقات ۲۴ ساعته لمان الهام گرفته شده و توسط باشگاه اتومبیلرانی غرب (ACO) سازماندهی شده است.

## تاریخچه
جام جی‌تی۳ لمانز در سال ۲۰۱۶ پس از حذف کلاس جی‌تی۳ از سری مسابقات لمانز اروپایی ایجاد شد. این مسابقات در درجه اول برای افزایش تعداد رانندگان آماتور ایجاد شده بود. قهرمان تیم‌ها پر پایان فصل به‌طور خودکار دعوت نامه ای برای شرکت در مسابقه ۲۴ ساعت لمانز در کلاس لمانز جی‌تی‌ای آماتور دریافت می‌کند.
از فصل ۲۰۱۷، این مسابقات فرمت جدیدی را با اتومبیل‌های کلاس ال‌ام‌پی۳ و جی‌تی۳ اتخاذ کرد که در دسته‌های مربوطه خود به رقابت بپردازند.
مشخصات فنی خودروهای کلاس ال‌ام‌پی۳ جدید با موتورهای توسعه یافته و با قدرت بالاتر نسبت به فصل ۲۰۲۰ معرفی شد. بعد از این تغییر قوانین مشخص شد که این اتفاق بیش از آنچه که پیش‌بینی می‌شد سوخت مصرف می‌کنند و بعث تغییر قوانین زمان توقف و سوخت‌گیری می‌شود.

## تاریخچه لوگو
- لوگو مسابقات جی‌تی۳ میشلن لمانز کاپ که در سال ۲۰۱۶
- لوگو میشلن لمانز کاپ در فصل ۲۰۱۷
- لوگو میشلن لمانز کاپ از فصل ۲۰۱۷ تا پایان فصل ۲۰۲۳